# Аґара (Ахалціхський муніципалітет)
Аґара (Ахалціхський муніципалітет) (груз. აგარა) — село в Грузії.
За даними перепису населення 2014 року в селі проживає 348 осіб.